# رجبعلی مزروعی
رجبعلی مزروعی (۱۵ مهر ۱۳۳۶، اصفهان) سیاستمدار و اقتصاددان ایرانی می‌باشد که سابقه عضویت در دوره ششم مجلس شورای اسلامی به‌عنوان نمایندهٔ مردم اصفهان و ورزنه  را دارد. وی در حال حاضر در شهر بروکسل زندگی می‌کند.

## دوران کودکی و نوجوانی
علی مزروعی در روستای مارچین متولد شد. تحصیلات ابتدایی را در روستای زادگاه خود و متوسطه را در دبیرستانهای حافظ ابونعیم، نمونه و صائب اصفهان سپری کرده و پس از اخذ دیپلم در سال ۱۳۵۴ در رشته فیزیک دانشگاه اصفهان پذیرفته شد.

## فعالیت سیاسی
وی در دهه ۵۰ شمسی هم‌زمان با تحصیل در دانشگاه به فعالیت‌های سیاسی روی آورد. او فردی فعال و مبارز با گرایش‌های اسلامی بود. با اوج‌گیری نهضت اسلامی به رهبری آیت الله خمینی، بر فعالیت‌هایش افزود و تا مجروح شدن در تظاهرات اعتراضی به دلیل دستگیری و تبعید جلال‌الدین طاهری و نیز بازداشت و زندان در اولین روزهای برقراری حکومت نظامی در اصفهان پیش رفت. با پیروزی انقلاب ۱۳۵۷ و بازگشایی دانشگاه‌ها به تحصیل ادامه داد و همگام با فعالیت‌های سیاسی و اجتماعی در بهمن سال ۱۳۵۸ دانشنامه کارشناسی فیزیک خود را دریافت کرد. در مردادماه سال ۱۳۵۹ عازم خدمت سربازی شد و پس از طی دوره آموزشی به پایگاه هشتم شکاری اصفهان منتقل و بقیه دوران خدمت خود را در اداره عقیدتی و سیاسی این پایگاه سپری کرد و در مرداد ماه سال ۱۳۶۱ خدمت سربازی را به اتمام رساند. پس از آغاز جنگ ایران و عراق چندین بار به صورت داوطلبانه عازم جبهه‌های جنگ شد و در عملیات فتح المبین حضور داشت. مزروعی در مرداد ماه ۱۳۶۱ در وزارت نفت مشغول به کار شد اما به دلیل علائق به کار فرهنگی از سال ۱۳۶۳ به وزارت فرهنگ و ارشاد اسلامی مأمور و سپس انتقال یافت و در پست‌های رایزن فرهنگی جمهوری اسلامی در نیجریه (۱۳۶۳–۱۳۶۵)، وابسته فرهنگی جمهوری اسلامی ایران در کراچی پاکستان(۱۳۶۵–۱۳۶۸)، معاون مدیر کل اداره مطبوعات و رسانه‌های خارجی (۱۳۶۸–۱۳۷۰)، مدیر کل مرکز مطالعات و تحقیقات رسانه ها(۱۳۷۰–۱۳۷۱)و مشاور مدیرکل مرکزمطالعات و تحقیقات رسانه ها(۱۳۷۱–۱۳۷۴)خدمت کرد. در این دوران (سال ۱۳۷۰) با پذیرفته شدن در رشته کارشناسی ارشد برنامه‌ریزی سیستم‌های اقتصادی دانشگاه شهید بهشتی بار دیگر به تحصیل پرداخت و در بهمن ماه ۱۳۷۳ به دریافت دانشنامه کارشناسی ارشد در این رشته نائل گردید. به دلیل تحولات حادث در وزارت فرهنگ و ارشاد اسلامی از سال ۱۳۷۵ به وزارت نیرو  منتقل و در شرکت توسعه منابع آب و نیروی ایران درپست مدیر امور برنامه‌ریزی و قراردادهای سد کرخه به خدمت پرداخت. پس از انتخابات دوم خرداد سال ۷۶ و روی کار آمدن دولت خاتمی، وی در سال ۱۳۷۷ به نهاد ریاست جمهوری مأمور و به عنوان مشاور اقتصادی رئیس‌جمهوری به کار ادامه داد تا اینکه در انتخابات مجلس ششم به‌عنوان نمایندهٔ مردم اصفهان انتخاب شد و از سال ۱۳۷۹ تا ۱۳۸۳ در این سمت باقی ماند. پس از رد صلاحیت توسط شورای نگهبان برای حضور در انتخابات مجلس هفتم و اتمام کار مجلس ششم در خرداد ماه سال ۱۳۸۳ به کار قبلی خود در وزارت نیرو بازگشت و به عنوان مشاور اقتصادی مدیر عامل شرکت توسعه منابع آب و نیروی ایران بکار ادامه داد. پس از روی کارآمدن دولت نهم به دلیل سابقه سیاسی و مواضع مخالف دولت پست وی به کارشناس تقلیل و در مهرماه سال ۱۳۸۷ بازنشسته شد. وی بارها و بارها در خصوص دولت احمدی‌نژاد اعلام داشته‌است که دولت وی هیچگونه برنامه اقتصادی برای اداره کشور ندارد.

## فعالیت مطبوعاتی
مزروعی از سال ۱۳۶۹ فعالیت‌های مطبوعاتی خود را به‌طور حرفه‌ای در روزنامه سلام پی گرفت و در این روزنامه در رده‌های عضو تحریریه، دبیر بخش خارجی و اقتصادی و عضو شورای سردبیری فعالیت نمود. با توقیف و تعطیلی روزنامه سلام در تیرماه ۱۳۷۸، وی با روزنامه‌های صبح امروز، مشارکت، نوروز، یاس نو، اقبال، وقایع اتفاقیه و سرمایه؛ فعالیت‌های مطبوعاتی خود را ادامه داد که با رخداد انتخابات ریاست جمهوری خردادماه سال  ۱۳۸۸ و وقایع پس از آن از فعالیت مطبوعاتی در داخل کشور بازماند و پس از مهاجرت به خارج کشور در خرداد ماه سال ۱۳۸۹ و اقامت در بروکسل بلژیک به فعالیت مطبوعاتی خود در رسانه های فارسی زبان  ادامه داد.
در مهرماه سال ۱۳۷۶ با تشکیل اولین مجمع عمومی انجمن صنفی روزنامه‌نگاران ایران و تصویب اساسنامه و تأسیس این نهاد و برگزاری انتخابات هیئت مدیره و بازرسان، مزروعی به عنوان عضو هیئت مدیره انجمن انتخاب و با رای اعضای هیئت مدیره به ریاست این نهاد منصوب شد که این انتخاب در چهار دوره بعدی نیز تکرار شد، و با پلمپ دفتر انجمن در مرداد ماه سال ۱۳۸۸ بدستور قاضی مرتضوی دادستان وقت استان تهران شبانه و بصورت غیرقانونی توسط ماموران دادستانی تهران انجام گرفت، و خدمات دهی این نهاد به اعضا تعطیل شد که برغم پیگیری های حقوقی برای بازگشائی انجمن تاکنون ادامه یافته است.

## فعالیت حزبی
مزروعی در تمام سال‌های پس از انقلاب، فعالیت‌های سیاسی و اجتماعی خود را پی گرفته‌است. از سال ۱۳۷۰ با سازمان مجاهدین انقلاب اسلامی همکاری داشته و عضو تحریریه نشریه عصرما بوده است. در ادامه این مسیر در آذر ماه سال ۱۳۷۷ به عنوان عضو مؤسس حزب جبهه مشارکت ایران اسلامی در تشکیل این نهاد سیاسی نقش فعال داشته و پس از آن نیز به عنوان عضو شورای مرکزی و دفتر سیاسی جبهه مشارکت به فعالیت پرداخت. وی در تاریخ ۱۴ فروردین ۱۳۹۰ به عنوان سخنگوی سازمان مجاهدین انقلاب انتخاب شد که تا زمان فعالیت ایندو تشکل ادامه داشت.
پس از رخداد انتخابات ریاست جمهوری سال ۱۳۸۸ و شکل گیری جنبش سبز، بدلیل وقایع و شرایط حادث به ترک کشور اقدام و در بروکسل بلژیک ساکن شد و به فعالیت های سیاسی و رسانه ای خود در حد امکان تاکنون ادامه داد.